# Gavin Moynihan
Gavin Moynihan (17 september 1994) is een Ierse golfer.

## Amateur
Op 12-jarige leeftijd won Gavin in Tipperary zijn eerste golftoernooi. Hij had toen handicap 16. Toen hij zijn 16de verjaardag vierde, had hij net zijn scratch handicap gehaald. Hij kwam toen in het nationale jeugdteam. Vijf jaar achter elkaar won hij het jaarlijkse jeugdkampioenschap op de County Louth Golf Club. waar in 2009 ook het Iers Open gespeeld werd. 
In 2012 zat de 17-jarige Gavin nog in de 5de klas van de openbare Malahide School in Dublin toen hij zijn eerste internationale golftoernooien won. In Engeland won hij de Peter McEvoy Trophy en een maand later speelde hij in stormachtige windvlagen het Iers Amateur Open op The Royal Dublin Golf Club. Hij won daar met een slag voorsprong op Robin Kind. Daan Huizing eindigde op de 4de plaats. Daarna stond hij bijna in de top-100 van de wereldranglijst.

### Gewonnen
- 2010: Philip Walton Under-19 Championship
- 2011: Cotter Cup, Philip Walton Under-19 Championship
- 2012: Peter McEvoy Trophy, Iers Amateur (strokeplay, +7)

### Teams
- Irish Schools Match Play Championship : 2012 (winnaars)
- Jacques Leglise Trophy: 2012
- Walker Cup: 2013
- Bonallack Trophy:  2014

## Professional
In 2014 werd Gavin professional. Op de Tourschool haalde hij de tweede ronde. Hij speelt op de Europese Challenge Tour.